# Тармаширін
Тармаширін (*д/н — 1334) — 17-й хан Чагатайського улусу в 1330—1334 роках. Зробив іслам офіційною релігією. Опис ставки та самого хана надав мандрівник Ібн Батута, який провів у ставці тармаширіна 54 доби.

## Життєпис
Походив з династії Чингізидів. Молодший син Дуви, хана Чагатайського улусу. Про дату народження замало відомостей. Вперше відзначився у 1327—1329 років під час великого походу проти Делійського султанату. після смерті хана Ільчиґідая повернувся до Трансоксіани. У 1330 році після смерті наступного хана Дува-Тимура під час моровиці стає новим володарем Чагатайської держави.
У своїй політиці намагався поєднувати дії Кепек-хана щодо централізації та зміцнення економіки з діями Ільчиґідая стосовно розширення володінь за рахунок сусідів. Саме в його правління було остаточно завершено реформу Кепек-хана. Відбувається остаточна уніфікація вагових норм і якості металу на всіх монетних дворах держави. Було збільшено кількість монетних дворів, де карбували монети з зображенням хана — протягом 1332-1333 років додалися в Янгі-Таразі, Отрарі та Бадахшані, що свідчило про посилення інфляції.
У 1332 році здійснив похід проти держави Хулагуїдів, але невдалий. Водночас з огляду на поширення ісламу та підвищення ролі міст Мавеннахру та Семиріччя оголосив іслам офіційною релігією (перед тим сам перейшов з тегріанства до ісламу, прийнявши ім'я Ада ад-Дін), а столицю переніс до Бухари. Посилення впливу мусульман позначилося на становищі представників інших релігій: в Алмалику та інших містах Семиріччя відбулися погроми католицьких місій.
Втім, політика хана доволі швидко викликала загальне невдоволення: представники роду Чагатаїдів були невдоволені порушенням великої Яси, відмовою від зборів (курултаїв); місцеві беки і садри виступали проти централізації держави; ремісники, купці, монгольські орди в північній частині улусу виявилися незадоволенні економічним становищем. У результаті 1334 року на курултаї біля Самарканда виникла змова на чолі із Бузан-ханом проти Тармаширін. Останній намагався втекти до Газні, де сподівався отримати допомогу в Нікудерійській орді. Проте біля Балху його було схоплено, повернуто до Самарканду, де страчено. Новим ханом обрано Бузана.